# Sudimara Jaya
Sudimara Jaya is een bestuurslaag in het regentschap Tangerang van de provincie Banten, Indonesië. Sudimara Jaya telt 22.604 inwoners (volkstelling 2010).